# گلبانگ
گلبانگ یک برنامه رادیویی است که هر روز از رادیو ایران پخش می‌شود.
این برنامه از اول فروردین ۱۳۷۸ تا به امروز از رادیو ایران به مدت سی دقیقه با پخش ترانه‌های درخواستی مردم بر روی آنتن میرود، اجرا این برنامه برعهده مریم نشیبا می‌باشد.